# Macrocoma setosa
Macrocoma setosa é uma espécie de escaravelho de folha encontrado na Argélia. e Marrocos  Foi primeiro descrito por Hippolyte Lucas em 1846, como espécies de Pseudocolaspis.

## Subespécie
Há duas subespécies de M. setosa:
- Macrocoma setosa mesatlantica Kocher, 1959: Encontrado em Marrocos. Habita a faixa das montanhas Atlas Média.[1]
- Macrocoma setosa setosa (H. Lucas, 1846): A subespécie nominotípica. Encontrado na Argélia e Marrocos.